# Comitês Olímpicos Europeus
Os Comitês Olímpicos Europeus são uma organização sediada em Roma, Itália, que reúne os 50 Comitês Olímpicos Nacionais do continente.

## Filiados
Na tabela abaixo, o ano em que o CON foi reconhecido pelo COI também é dado se for diferente do ano de criação do CON.
| Nação                    | CON                                                                                 | Criação   | Ref. |
| ------------------------ | ----------------------------------------------------------------------------------- | --------- | ---- |
| ALB Albânia              | National Olympic Committee of Albania                                               | 1958/1959 |      |
| AND Andorra              | Comitè Olímpic Andorrà                                                              | 1971/1975 |      |
| ARM Armênia              | National Olympic Committee of Armenia                                               | 1990/1993 |      |
| AUT Áustria              | Österreichisches Olympisches Comité                                                 | 1908/1912 |      |
| AZE Azerbaijão           | National Olympic Committee of the Azerbaijani Republic                              | 1992/1993 |      |
| BLR Bielorrússia         | National Olympic Committee of the Republic of Belarus                               | 1991/1993 |      |
| BEL Bélgica              | Comité Olympique et Interfédéral Belge / Belgisch Olympisch en Interfederaal Comite | 1906      |      |
| BIH Bósnia e Herzegovina | Olympic Committee of Bosnia and Herzegovina                                         | 1992/1993 |      |
| BUL Bulgária             | Bulgarian Olympic Committee                                                         | 1923/1924 |      |
| CRO Croácia              | Croatian Olympic Committee                                                          | 1991/1993 |      |
| CYP Chipre               | The Cyprus National Olympic Committee                                               | 1974/1978 |      |
| CZE Chéquia              | Czech Olympic Committee                                                             | 1899/1993 |      |
| DEN Dinamarca            | National Olympic Committee and Sports Confederation of Denmark                      | 1905      |      |
| EST Estônia              | Estonian Olympic Committee                                                          | 1923/1991 |      |
| FIN Finlândia            | Finnish Olympic Committee                                                           | 1907      |      |
| FRA França               | Comité National Olympique et Sportif Français                                       | 1894      |      |
| GEO Geórgia              | Georgian National Olympic Committee                                                 | 1989/1993 |      |
| GER Alemanha             | Deutscher Olympischer Sportbund                                                     | 1895      |      |
| GBR Grã-Bretanha         | British Olympic Association                                                         | 1905      |      |
| GRE Grécia               | Comité Olympique Hellénique                                                         | 1894/1895 |      |
| HUN Hungria              | Hungarian Olympic Committee                                                         | 1895      |      |
| ISL Islândia             | The National Olympic and Sports Association of Iceland                              | 1921/1935 |      |
| IRL Irlanda              | Olympic Council of Ireland                                                          | 1922      |      |
| ISR Israel               | Olympic Committee of Israel                                                         | 1933/1952 |      |
| ITA Itália               | Comitato Olimpico Nazionale Italiano                                                | 1908/1915 |      |
| KOS Kosovo               | Komiteti Olimpik i Kosovës                                                          | 1992/2014 |      |
| LAT Letônia              | Latvian Olympic Committee                                                           | 1922/1991 |      |
| LIE Liechtenstein        | Liechtensteinischer Olympischer Sportverband                                        | 1935      |      |
| LTU Lituânia             | National Olympic Committee of Lithuania                                             | 1924/1991 |      |
| LUX Luxemburgo           | Comité Olympique et Sportif Luxembourgeois                                          | 1912      |      |
| MKD Macedônia do Norte   | Olympic Committee of the Former Yugoslav Republic of Macedonia                      | 1992/1993 |      |
| MLT Malta                | Malta Olympic Committee                                                             | 1928/1936 |      |
| MDA Moldávia             | Comité National Olympique de la République de Moldova                               | 1991/1993 |      |
| MON Mônaco               | Comité Olympique Monégasque                                                         | 1907/1953 |      |
| MNE Montenegro           | Montenegrin Olympic Committee                                                       | 2006/2007 |      |
| NED Países Baixos        | Nederlands Olympisch Comité * Nederlandse Sport Federatie                           | 1912      |      |
| NOR Noruega              | Norwegian Olympic Committee and Confederation of Sports                             | 1900      |      |
| POL Polônia              | Polish Olympic Committee                                                            | 1918/1919 |      |
| POR Portugal             | Comité Olímpico de Portugal                                                         | 1909      |      |
| ROU Romênia              | Romanian Olympic and Sports Committee                                               | 1914      |      |
| RUS Rússia               | Russian Olympic Committee                                                           | 1989/1993 |      |
| SMR San Marino           | Comitato Olimpico Nazionale Sammarinese                                             | 1959      |      |
| SRB Sérvia               | Olympic Committee of Serbia                                                         | 1911/1912 |      |
| SVK Eslováquia           | Slovak Olympic Committee                                                            | 1992/1993 |      |
| SLO Eslovênia            | Olympic Committee of Slovenia Association of Sports Federations                     | 1991/1993 |      |
| ESP Espanha              | Comité Olímpico Español                                                             | 1912      |      |
| SWE Suécia               | Swedish Olympic Committee                                                           | 1913      |      |
| SUI Suíça                | Swiss Olympic Association                                                           | 1912      |      |
| TUR Turquia              | National Olympic Committee of Turkey                                                | 1908/1911 |      |
| UKR Ucrânia              | National Olympic Committee of Ukraine                                               | 1990/1993 |      |

## Eventos do EOC
- Festival Olímpico Jovem Europeu (EYOF)
- Jogos Europeus